# Vincenzo Monti

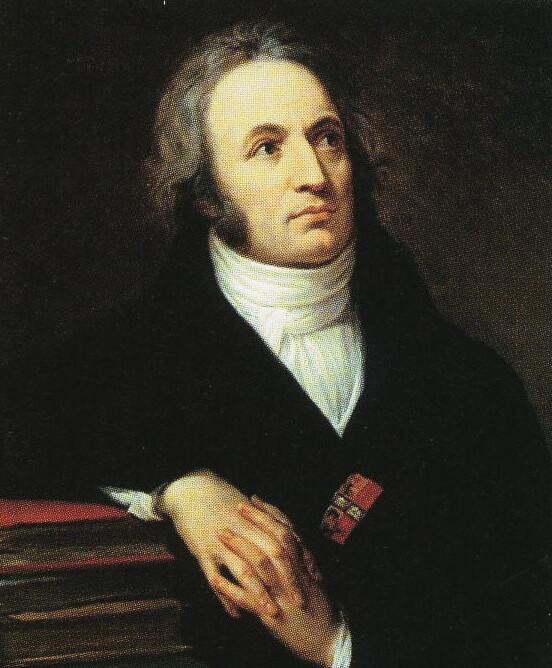
Vincenzo Monti

Vincenzo Monti (ur. 19 lutego 1754 w Alfonsine, zm. 13 października 1828 w Mediolanie) – włoski poeta, prozaik, dramaturg i tłumacz. Uważany często za najwybitniejszego przedstawiciela włoskiej poezji neoklasycznej.

## Poeta i polityk
Po ukończeniu szkół w Fusignano i Faenzy Vincenzo Monti podjął studia prawnicze w Ferrarze, ale porzucił je na rzecz literatury włoskiej, rzymskiej i greckiej. W roku 1776 opublikował z sukcesem poemat w tercynach La visione di Ezechiello (Wizja Ezechiela). Do wartościowych utworów okresu młodzieńczego zalicza się także dwie ody: Prosopopea di Pericle (Prozopopeja Peryklesa), napisana z okazji odsłonięcia w Tivoli greckiego popiersia, oraz Al signore di Mongolfier (Do pana Mongolfiera), w której zachwyca się lotami balonem. Popularnością cieszyły się również Pensieri d’amore (Myśli miłosne), nawiązujące do Cierpień młodego Wertera, i Il Pellegrino Apostolico (Pielgrzym apostolski), upamiętniający podróż Piusa VI do Wiednia. Pod wpływem rewolucji francuskiej Monti wydał w roku 1793 poemat Bessvilliana, w którym potępił okrucieństwo jakobińskiego terroru i bronił monarchii. Utwór ten tytułem nawiązywał do nazwiska Hugou de Bassville'a, sekretarza francuskiego poselstwa zamordowanego w Rzymie przez wzburzony tłum. Forma wierszowa tego poematu i motyw podróży w zaświaty kojarzyły się z Boską komedią Dantego. Jednak już w roku 1797 poeta stał się piewcą ideałów demokratycznych i jakobińskich. Napisał wtedy kilka wierszy wymierzonych przeciwko reakcyjnym kołom katolickim i monarchistom, z których najsłynniejsze to: Il fanatismo (Fanatyzm), La superstizione (Przesąd), Il pericolo (Niebezpieczeństwo) oraz canzona Per il congresso di Udine (Na kongres w Udine) i hymn Nell'anniversario del supplizio de Luigi XVI (Na rocznicę ścięcia Ludwika XVI). Ta nagła zmiana poglądów politycznych przysporzyła Montiemu wielu wrogów, ale także dała mu dostęp do licznych zaszczytów i zyskownych urzędów.
Po upadku Republiki Cisalipińskiej Monti schronił się w Paryżu, gdzie wykładał w Collège de France. Do Włoch powrócił dopiero po zwycięstwie Francuzów pod Marengo (1801). Wtedy też napisał jeden ze swoich najpopularniejszych utworów, odę Per la liberazione d’Italia (Na wyzwolenie Włoch). Jako oficjalny poeta napoleoński, autor panegiryku z okazji zaślubin cesarza z Marią Luizą, objął katedrę literatury na uniwersytecie w Pawii. W roku 1804 zamienił to stanowisko na urząd asesora do spraw literatury i sztuk pięknych. Spośród utworów na cześć Napoleona największy rozgłos zdobyły Bardo della Serva Nera (Bard ze Schwarzwaldu) i Spada de Federico II (Szpada Fryderyka II). Po upadku Bonapartego wychwalał w swojej twórczości nowych władców, Austriaków, i obrzucał zniewagami niedawnego protektora. Nie chciał jednak włączać się w bezpośrednie działania polityczne, dlatego też odrzucił propozycję redagowania pisma „Biblioteca Italiana”, za pomocą którego Austriacy zamierzali oddziaływać na włoskie życie kulturalne.
Pisarstwo Montiego mieści się całkowicie w ramach neoklasycyzmu. Uprawiał przede wszystkim gatunki poetyckie wywodzące się z antyku i dawnej literatury włoskiej, wykorzystując stosowny rytm, harmonię zdań i słownictwo. Jego dzieła często oceniano jako zbyt intelektualne, dlatego też Leopardi nazwał go „poetą ucha i wyobraźni, w żadnym razie serca”. W dyskusjach między klasykami a romantykami, do których nawiązuje w swoim Sermone sulla mitologia (Kazanie o mitologii), opowiedział się zdecydowanie po stronie klasyków, uważając, że nowatorskie prądy są zagrożeniem dla dotychczasowych wartości i sposobów obrazowania. O upodobaniu Montiego do tradycyjnych środków wyrazu najlepiej świadczy jego twórczość dramatyczna, wywodząca się od Szekspira i Alfieriego, a zwłaszcza tragedia Caio Gracco (Gajusz Grakchus).

## Językoznawca i tłumacz

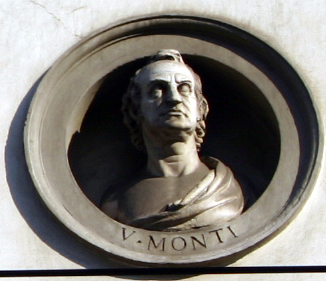
Popiersie Montiego w mediolańskim Palazzo Brentani

Monti interesował się również zagadnieniami filologicznymi i leksykografią oraz brał udział w polemice na temat włoskiego języka ogólnonarodowego. Jednak zamiast zdefiniowania zasad gramatyki normatywnej, co postulował Antonio Cesari, zaproponował rzetelne opracowanie gramatyki historycznej, która miała ukazywać kulturę językową narodu w ujęciu diachronicznym. Uważał bowiem, że sztywne reguły normatywne przyczyniłyby się do skostnienia żywej mowy. Rozważania Montiego dotyczyły głównie języka używanego w dziełach literackich, który jego zdaniem musi być wyszukany, wzniosły i wolny od wszelkich wpływów dialektalnych. Język ten dzięki swojej precyzji i klarowności powinien służyć rozważaniom filozoficznym i naukowym. Poglądy te głosił w swoim najważniejszym dziele teoretycznym Proposta di alcune correzioni e aggiunte al vocabolario della Crusca (Propozycja niektórych zmian i poprawek w słowniku della Crusca).
Wielu historyków literatury za największe osiągnięcie Montiego uważa przekład Iliady, w którym zachował klasyczną harmonię, choć zgodnie z gustem epoki przydał mu także emfazy i dworskiej galanterii. Wersja ta powstała na podstawie łacińskiej parafrazy Melchiorre Cesarottiego. Za arcydzieło uważany jest także jego przekład oktawą poematu heroikomicznego Voltaire'a Dziewica Orleańska. Wśród klasycyzujących krytyków krążyło nawet powiedzenie, że to Monti napisał świetny utwór, a Voltaire źle go przetłumaczył.

## Dzieła

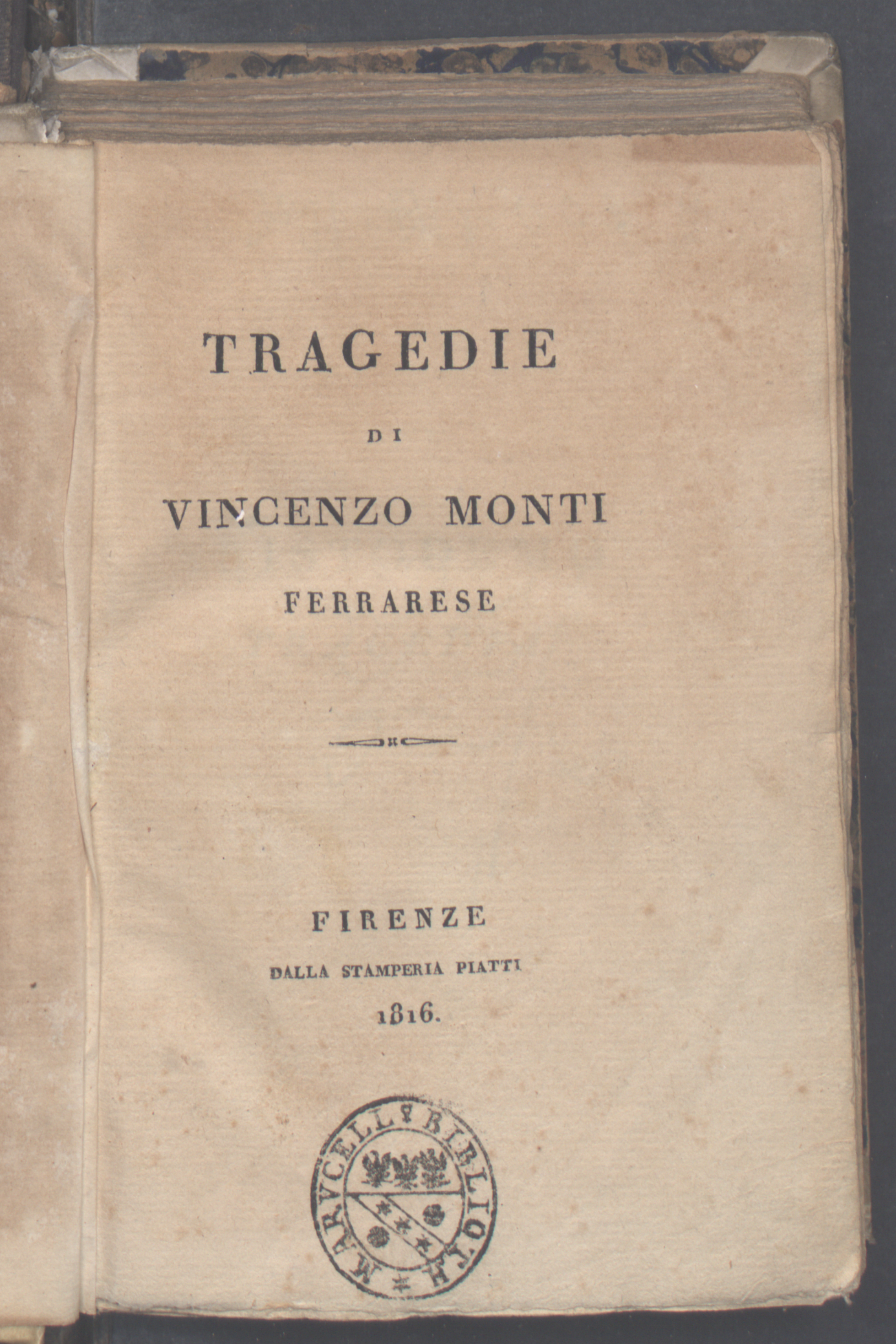
Tragedie, 1816

### Wiersze i poematy
- La visione di Ezechiello, 1776 (Wizja Ezechiela)
- Prosopopea di Pericle, 1779 (Prozopopeja Peryklesa)
- La bellezza dell'universo, 1781 (Piękno wszechświata)
- Cantate per la nascita del Delfino, 1782 (Kantata na narodziny Delfina)
- Il Pellegrino Apostolico, 1782 (Pielgrzym apostolski)
- Sciolti a Sigismondo Chigi, 1782 (Białe wiersze do Sigismonda Chigiego)
- Pensieri d’amore, 1782 (Myśli miłosne)
- Al signor di Montgolfier, 1784  (Do pana Montgolfiera)
- Sulla morte di Giuda, 1788 (Na śmierć Judasza)
- Bassvilliana, 1793
- Prometeo, 1797 (Prometeusz)
- Il fanatismo, 1797 (Fanatyzm)
- La superstizione, 1797 (Przesąd)
- Il pericolo, 1797 (Niebezpieczeństwo)
- Per il congresso di Udine, 1797 (Na kongres w Udine)
- Nell'anniversario del supplizio di Luigi XVI, 1799 (Na rocznicę ścięcia Ludwika XVI)
- Per la liberazione dell'Italia, 1801 (Na wyzwolenie Włoch)
- Dopo la battaglia di Marengo, 1801 (Po bitwie pod Marengo)
- Il bardo della Selva Nera, 1806 (Bard ze Schwarzwaldu)
- La spada di Federico II, 1806 (Szpada Fryderyka II)
- La Palingenesi politica, 1809 (Palingeneza polityczna)
- Ierogamia in Creta, 1810 (Święte małżeństwo kreteńskie)
- Le api panacridi in Alvisopoli, 1811 (Pszczoły panakrydejskie w Alvisopoli)
- Il mistico omaggio, 1815 (Mistyczny hołd)
- Il ritorno di Astrea, 1816 (Powrót Astrei)
- Le nozze di Cadmo e d'Ermione, 1825 (Zaślubiny Kadmosa i Harmonii)

### Sztuki
- Aristodemo, 1786 (Aristodemos)
- Galeotto Manfredi, 1787
- Caio Gracco, 1802 (Gajusz Grakchus)
- I Pitagorici, 1808 (Pitagorejczycy)